# Развесистая клюква

Кадр из американского фильма «Армагеддон»: российский космонавт Лев Андропов (роль исполнил Петер Стормаре) с щетиной на лице, в солдатской шапке-ушанке с советской кокардой и с красной звездой на футболке

Развесистая клюква (или под развесистой клюквой, раскидистая клюква, иногда просто клюква) — идиоматическое выражение, обозначающее вымыслы, ложные стереотипы, искажённые представления, вздорные и нелепые выдумки. Выражение обычно употребляется в язвительно-ироническом смысле, чаще всего о бытующих среди иностранцев домыслах о России и русских: о жизни, культуре, истории, языке и т. п. Идиома содержит в себе оксюморон, который заключается в том, что низкорослый (2—3 см) стелющийся по земле кустик клюквы никак не может быть развесистым.
Толковый словарь Ожегова определяет это выражение как ироничное — о чём-нибудь совершенно неправдоподобном и обнаруживающем полное незнакомство с предметом.

## Происхождение выражения

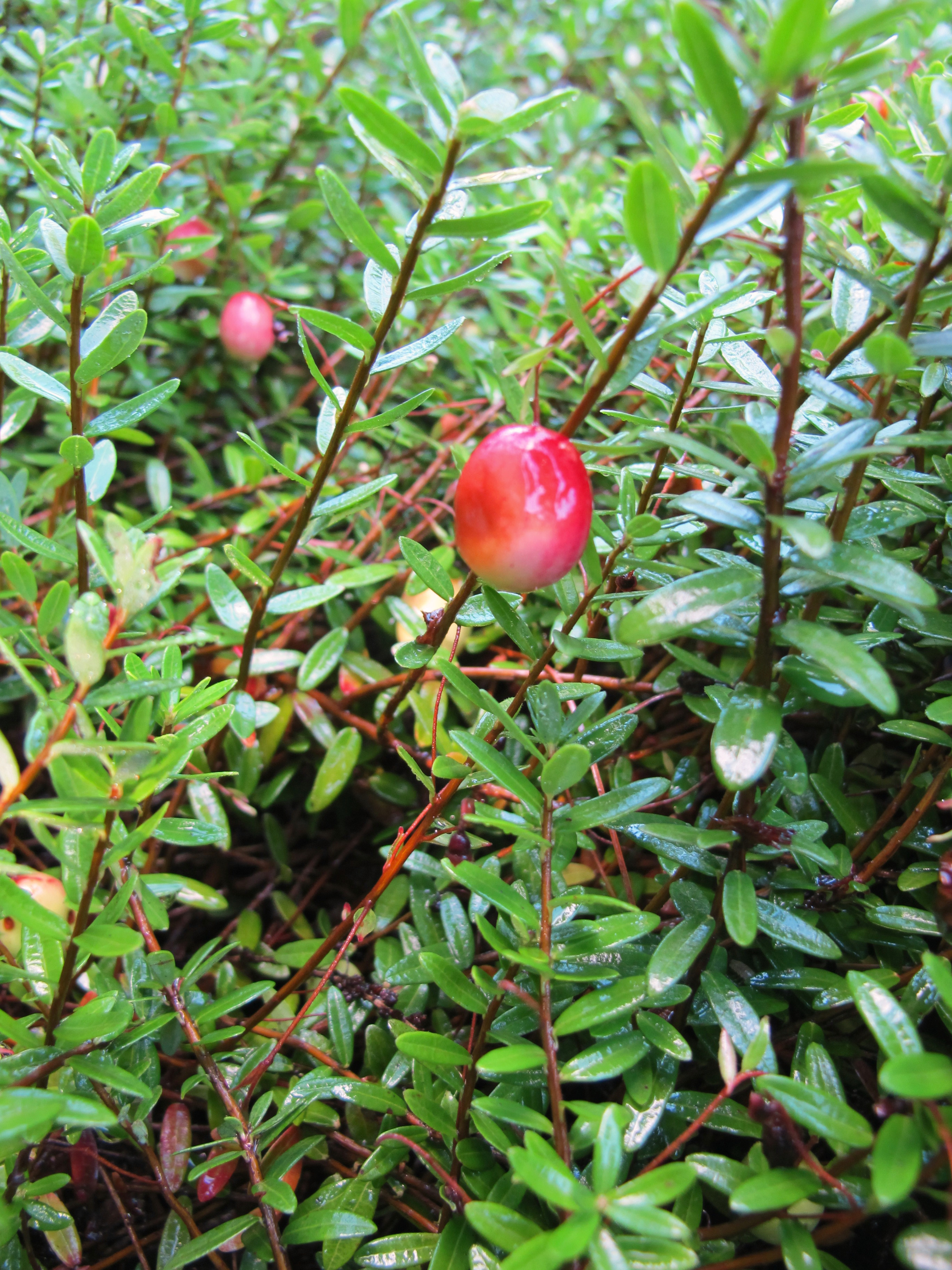
Ягода клюквы на кусте в ботаническом саду Нью-Йорка

Выражение появилось на рубеже XIX—XX веков как устная шутка, высмеивающая нелепые представления иностранцев о России. Объектом шутки являлся иностранец (чаще всего француз), описывающий клюкву как большое дерево.
В передовице «Московских ведомостей» Михаила Каткова от 16 ноября 1871 года цитировалась статья о Москве, опубликованная в популярном парижском еженедельнике «L’Illustration». Там «самым древним из религиозных памятников, построенных в ограде Кремля», был назван незавершённый к тому времени долгострой — Храм Христа Спасителя, никакого отношения к Кремлю не имевший. Патриот Катков не упустил случая съязвить: «Пахнуло на нас теми блаженными временами, когда французский турист рассказывал, как он в России сидел à l’ombre d’une klukva…» («под сенью клюквы»).
Некоторое время считалось, что выражение впервые появилось в пародии на французскую мелодраму — пьесе драматурга Бориса Гейера «Любовь русского казака. Сенсационная французская драма с убийством и экспроприацией из жизни настоящих русских фермеров в одном действии с вступлением. Переделка из знаменитого русского романа Б. Гейера». По сюжету этой пьесы, поставленной в 1910 году на сцене петербургского пародийного театра «Кривое зеркало», бедная русская девушка Аксёнка, вынужденная насильно идти замуж за ненавистного казака, разлучена с любимым Иваном и вспоминает, как они проводили время «под развесистыми сучьями столетней клюквы», — по-французски это звучало как sous l’ombre d’un klukva majestueux («под сенью величественной клюквы»).
К. В. Душенко, однако, убедительно опровергает эту версию, приводя целый ряд примеров того, что выражение уже в сформировавшейся форме «развесистая клюква» многократно использовалось в фельетонах, опубликованных в 1907—1908 годах в ряде русских изданий («Весы», 1907, № 8, «Новое время», 6 сент. 1908 и др.).
Данное выражение также ошибочно приписывалось французскому писателю Александру Дюма-отцу, который якобы употребил его в своих записках о России, чего на самом деле не было. Тем не менее произведения Дюма изобилуют нелепостями по части русской ономастики: «одну из русских женщин Дюма называет „именем“ Телятина (Teljatine), а другую Телега (Telegue)».

## Сходство с названием калины в английском языке

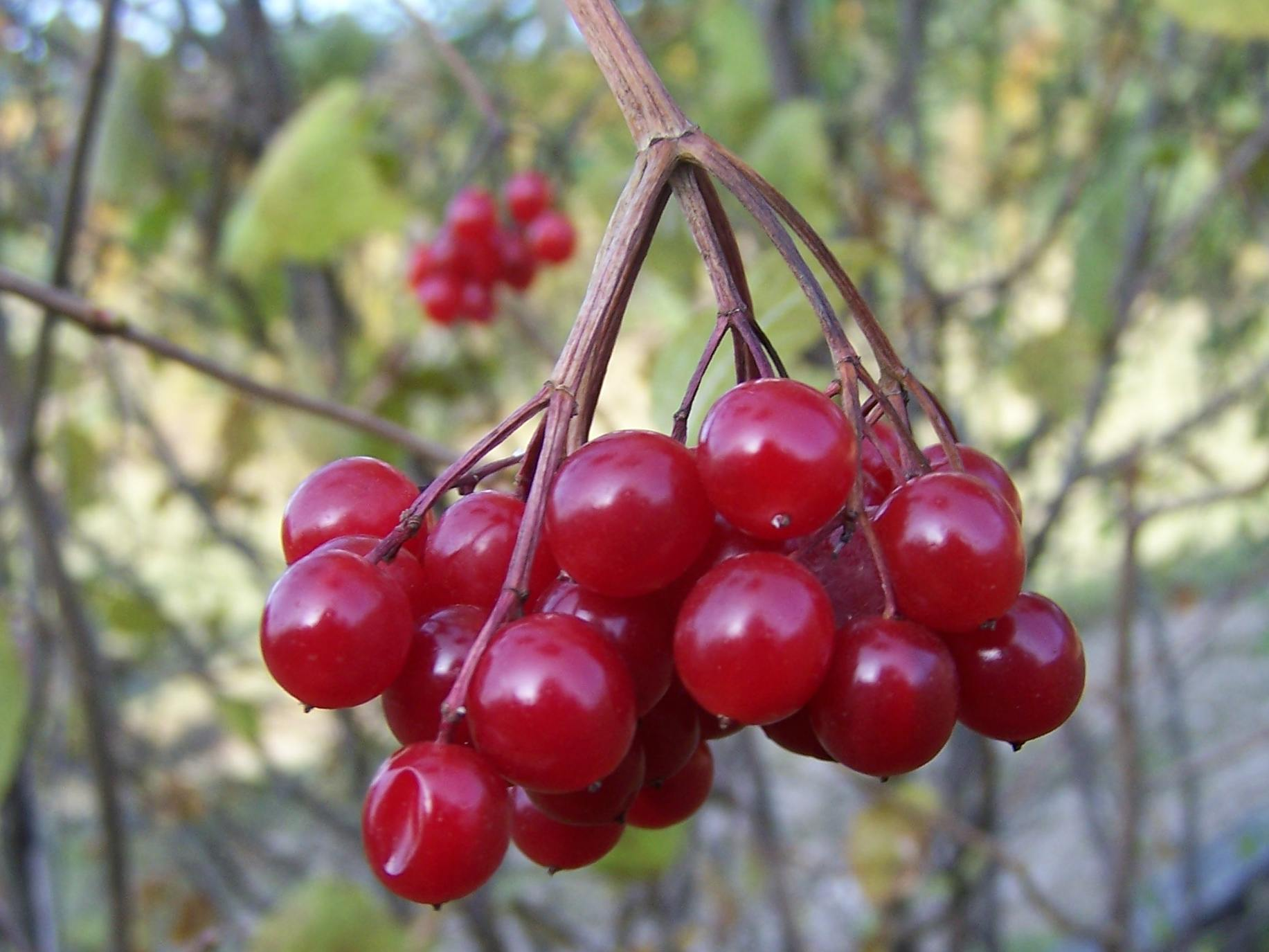
Ягоды калины обыкновенной.

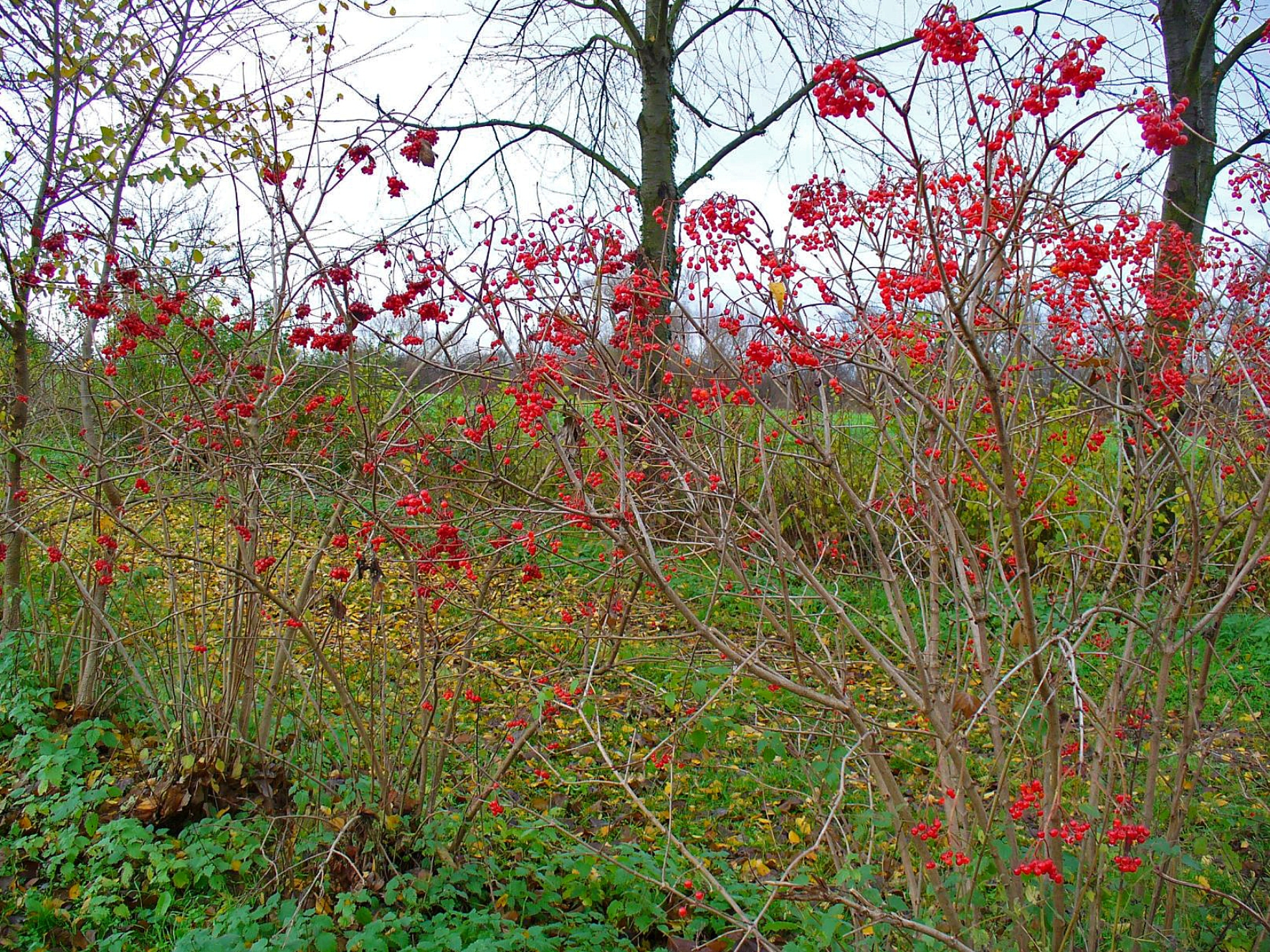
Куст калины обыкновенной с ягодами.

В современном английском языке «развесистая клюква» (англ. highbush cranberry) — одно из тривиальных названий калины обыкновенной (лат. Vibúrnum ópulus). В отличие от русского языка, в английском не существует отдельного слова для обозначения калины. Из-за сходства красных съедобных ягод, которые внешне напоминают ягоды клюквы (лат. Oxycóccus), калина обыкновенная (лат. Vibúrnum ópulus) по-английски называется «развесистая клюква» (англ. highbush cranberry), «клюквенный куст» (англ. cranberry bush) и «клюквенное дерево» (англ. cranberry tree). Согласно словарю Мерриама-Уэбстера, первое письменное упоминание словосочетания «клюквенный куст» (англ. cranberry bush) в английском языке датировано 1778 годом, а словосочетания «развесистая клюква» (англ. highbush cranberry) — 1805 годом.
Владимир Набоков в своём комментарии к роману А. С. Пушкина «Евгений Онегин» указывал на неоднозначность восприятия английского названия калины «клюквенное дерево» (англ. cranberry tree):
Калина, „whitten tree“, — одно из множества названий Viburnum opulus, Linn. Уильям Тёрнер в своём „Травнике“ (W. Turner, „Herball“, 1562) окрестил её „ople tre“, от фр. „opier“, теперь („viorne“) „obier“ или «aubier». Не чосеровское ли это „whipultre“? Её также называют „cranberry tree“, клюквенное дерево (глупое и сбивающее с толку название, ибо ничего общего с клюквой калина не имеет); садовникам она известна как „snowball tree“ или „guelder-rose“.

## Использование в современном языке
Выражение используют, в основном, в описании зарубежных кинофильмов и театральных постановок, в которых допущены нелепые ошибки в изображении российской истории и современной действительности. В разные годы этот термин употребляли по отношению к фильмам «Распутин и императрица», «Ниночка», «Тарас Бульба» Джея Ли Томпсона, «Онегин» и другим. В современной литературной и кинокритике выражение «развесистая клюква» нередко используют в адрес современных российских исторических романов и кинофильмов на тему российской истории, злоупотребляющих какими-либо расхожими стереотипами и предрассудками.
Это [выставка «Жить или писать», посвященная Варламу Шаламову и прошедшая весной 2016 г. в Москве] (хочется написать — редкий, но нет, не такой уж и редкий) случай того, как реэкспорт нашей культуры оказывается не то что не «клюквой», а ровно наоборот.

## Культурное влияние
- В начале XX века шутка иногда дополнялась другим нелепым представлением иностранцев — о самоваре как о напитке:

Раньше Россия за границей славилась как страна, где под тенью развесистой клюквы крестьяне пьют напиток, называемый самоваром…— «Новое время», 6 сентября 1908
- В сатирическом очерке Салтыкова-Щедрина 1883 года «Мнения знатных иностранцев о помпадурах» действует персонаж-француз le prince de la Klioukwa[20] («князь Клюквы») — игра слов с реальным французским титулом le prince de la Moskowa, который носили потомки Мишеля Нея.